# NGC 4749
إن جي سي 4749 (بالألمانية: NGC 4749) التي يرمز لها بالرمز NGC 4749، هي مجرة، في كوكبة التنين.

## الاكتشاف
اكتشفت في 7 أبريل 1793، بواسطة ويليام هيرشل.